# Parroquia No Urbana Negro Primero
La Parroquia No Urbana Negro Primero es una de las 38 parroquias civiles que integran al Estado Carabobo en el Municipio Valencia. Está ubicado al sur del Municipio Valencia. Su capital es Los Naranjos.

## Límites
- Norte: Con la Parroquia Miguel Peña, el Municipio Libertador y el Municipio Carlos Arvelo

- Sur: Con el Estado Cojedes y el Estado Guárico

- Este: Con el Estado Guárico y el Municipio Carlos Arvelo

- Oeste: Con el Estado Cojedes y el Municipio Libertador

## División administrativa
La Parroquia No Urbana Negro Primero se divide en 57 caseríos

## Clima
Su temperatura media anual es de 26 °C, con máximo de 32,6 °C y mínima de 18,5 °C, con un promedio de 23,3 °C a la sombra. Su elevación es de 479 m s. n. m. promedio. Como la mayor parte de Venezuela, la parroquia tiene un período de lluvias que va desde mayo a noviembre. El resto del año hay pocas precipitaciones.
| Parámetros climáticos promedio de Valencia, Venezuela       | Parámetros climáticos promedio de Valencia, Venezuela | Parámetros climáticos promedio de Valencia, Venezuela | Parámetros climáticos promedio de Valencia, Venezuela | Parámetros climáticos promedio de Valencia, Venezuela | Parámetros climáticos promedio de Valencia, Venezuela | Parámetros climáticos promedio de Valencia, Venezuela | Parámetros climáticos promedio de Valencia, Venezuela | Parámetros climáticos promedio de Valencia, Venezuela | Parámetros climáticos promedio de Valencia, Venezuela | Parámetros climáticos promedio de Valencia, Venezuela | Parámetros climáticos promedio de Valencia, Venezuela | Parámetros climáticos promedio de Valencia, Venezuela | Parámetros climáticos promedio de Valencia, Venezuela |
| Mes                                                         | Ene.                                                  | Feb.                                                  | Mar.                                                  | Abr.                                                  | May.                                                  | Jun.                                                  | Jul.                                                  | Ago.                                                  | Sep.                                                  | Oct.                                                  | Nov.                                                  | Dic.                                                  | Anual                                                 |
| ----------------------------------------------------------- | ----------------------------------------------------- | ----------------------------------------------------- | ----------------------------------------------------- | ----------------------------------------------------- | ----------------------------------------------------- | ----------------------------------------------------- | ----------------------------------------------------- | ----------------------------------------------------- | ----------------------------------------------------- | ----------------------------------------------------- | ----------------------------------------------------- | ----------------------------------------------------- | ----------------------------------------------------- |
| Temp. máx. media (°C)                                       | 31.1                                                  | 32.2                                                  | 32.2                                                  | 32.2                                                  | 51.1                                                  | 30.0                                                  | 30.0                                                  | 30.0                                                  | 30.6                                                  | 31.1                                                  | 31.1                                                  | 31.1                                                  | 31.1                                                  |
| Temp. mín. media (°C)                                       | 17.2                                                  | 17.8                                                  | 18.9                                                  | 21.1                                                  | 21.7                                                  | 20.6                                                  | 20.0                                                  | 20.0                                                  | 20.0                                                  | 20.0                                                  | 19.4                                                  | 17.8                                                  | 19.5                                                  |
| Precipitación total (mm)                                    | 5.1                                                   | 5.1                                                   | 7.6                                                   | 45.7                                                  | 106.7                                                 | 132.1                                                 | 129.5                                                 | 172.7                                                 | 134.6                                                 | 99.1                                                  | 53.3                                                  | 15.2                                                  | 906.8                                                 |
| Fuente: The Weather Channel Interactive, Inc. Marzo de 2009 |                                                       |                                                       |                                                       |                                                       |                                                       |                                                       |                                                       |                                                       |                                                       |                                                       |                                                       |                                                       |                                                       |